# Ефремов, Анатолий Антонович
Анато́лий Анто́нович Ефре́мов (30 января 1952, Приморский район, Архангельская область — 13 октября 2009, Архангельск) — российский политик, глава администрации Архангельской области с 1996 по 2004 год.

## Биография
Родился 30 января 1952 года в д. Малое Тойнокурье Приморского района Архангельской области в поморской семье офицера Антона Андреевича Ефремова (1913—1998) и Антонины Васильевны Ефремовой (1917—2001).
Окончил Архангельский лесотехнический институт по специальности «инженер-механик автомобильного транспорта» в 1975 году, Ленинградскую ВПШ в 1986 году, кандидат экономических наук.
Работал мастером на Архангельском автотранспортном предприятии № 1.

### Политическая деятельность
С 1975 по 1984 год — заведующий отделом, второй секретарь Ломоносовского райкома ВЛКСМ г. Архангельска, заместитель начальника штаба ударного строительства Нечернозёмной зоны СССР Архангельского обкома ВЛКСМ, инструктор Ломоносовского райкома КПСС, первый секретарь Ненецкого окружного комитета ВЛКСМ, второй секретарь Архангельского обкома ВЛКСМ.
С 1984 по 1990 год — начальник «Архангельского автотранспортного предприятия — 2», директор Архангельского производственного объединения грузового автомобильного транспорта, директор «Архангельского государственного автотранспортного предприятия — 1».
С 1990 по 1991 год — заместитель председателя Исполкома Архангельского областного Совета. С ноября 1991 года — заместитель руководителя социально-экономического комплекса области по промышленности и транспорту, затем заместитель главы Администрации Архангельской области — председатель Комитета по промышленности, транспорту, связи и дорожному строительству. С 1994 года — заместитель главы Администрации области — руководитель представительства Архангельской области при Правительстве РФ.
В марте 1996 года был назначен главой Администрации Архангельской области. В декабре 1996 года был избран главой Администрации Архангельской области, победив бывшего первого секретаря обкома КПСС Юрия Гуськова. С апреля 1996 года по декабрь 2001 года входил в Совет Федерации по должности, являлся членом Комитета СФ по международным делам 17 декабря 2000 года во второй раз был избран губернатором области, одержав победу во втором туре выборов над бывшим председателем правительства области Николаем Малаковым.
С 19 декабря 2003 по 19 июля 2004 — член президиума Государственного совета Российской Федерации.

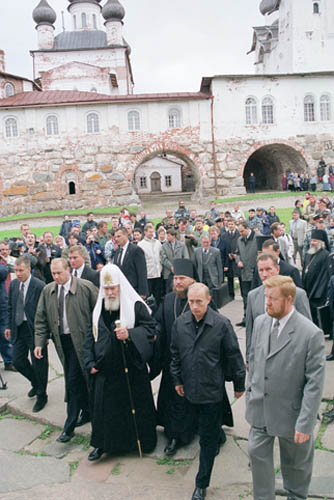
С Владимиром Путиным и Патриархом Московским и Всея Руси Алексием II во время посещения Соловков, 2001

В марте 2004 года в третий раз баллотировался на пост губернатора Архангельской области. На выборах 14 марта набрал 26,55 % голосов избирателей, занял второе место среди восьми кандидатов и вышел во второй тур вместе с генеральным директором ОАО «Молоко» Н.Киселёвым (44,86 % голосов). Во втором туре выборов 28 марта набрал 17,5 % голосов избирателей, принявших участие в голосовании, и уступил победу Николаю Киселёву, получившему поддержку более 75 % избирателей.
Являлся членом Президиума Независимой Организации «Гражданское общество» и Национального Фонда «Общественное признание», членом Президиума Национального Гражданского Комитета по взаимодействию с правоохранительными, законодательными и судебными органами,
членом Общественного Совета «Внешторгклуба».
Скончался 13 октября 2009 года в Архангельске на 58-м году жизни после продолжительной болезни от опухоли мозга. 16 октября, после отпевания в церкви родного села Тойнокурье, был похоронен на Вологодском кладбище в Архангельске.

### Память
13 октября 2010 года Анатолию Ефремову в Архангельске на фасаде дома по ул. Свободы, 1 была открыта мемориальная доска, а на Вологодском кладбище был установлен памятник.

## Звания и награды

### Звания
- Академик Российской академии инженерных наук
- Академик Международной академии минеральных ресурсов, академик и член президиума Международной академии экономики, финансов и права
- Магистр Портлендского университета (США)
- Почетный доктор Архангельского государственного технического университета (АГТУ)

### Награды
- Орден «За заслуги перед Отечеством» IV степени (30 декабря 2003 года) — за большой вклад в социально-экономическое развитие области и многолетнюю добросовестную работу[6]
- Орден Дружбы (22 ноября 1999 года) — за заслуги перед государством, большой вклад в укрепление дружбы и сотрудничества между народами и многолетний добросовестный труд[7]
- Медаль «За трудовую доблесть»
- Благодарность Президента Российской Федерации (12 августа 1996 года) — за активное участие в организации и проведении выборной кампании Президента Российской Федерации в 1996 году[8]
- Кавалер Золотого Почётного Знака «Общественное признание» (2000)[9]

## Семья
Был женат, имел двоих сыновей.